# Heroes Chronicles
Heroes Chronicles (в русской локализации — «Хроники героев») — серия дополнительных кампаний для пошагово-стратегической компьютерной игры Heroes of Might and Magic III, разработанных, как и сама игра, компанией New World Computing. Серия Heroes Chronicles состоит из восьми частей, выпущенных The 3DO Company в 2000—2001 годах. Шесть из них были изданы на CD, две дополнительные распространялись компанией 3DO по Интернету. Издателем шести частей в России и СНГ выступает компания «Бука».
Каждая часть Heroes Chronicles представляет собой одну одиночную кампанию, состоящую из ряда игровых миссий, связанных единым сюжетом. Кампании созданы на последней версии игрового движка Heroes of Might and Magic III, появившейся с дополнением The Shadow of Death, и при этом являются автономными — не требующими оригинальной игры для установки. Сюжет Heroes Chronicles охватывает сеттинг Heroes III и повествует о подвигах варвара Тарнума, Бессмертного Героя, стремящегося загладить злодеяния, которые он совершил в своей земной жизни.

## Игровой процесс
Heroes Chronicles были созданы в расчёте на начинающих игроков, ещё не знакомых с нюансами игрового мира Heroes of Might and Magic III; это, например, прослеживается в текстах игровых сообщений, используемых для подачи сюжета: многие из них носят обучающий характер. Несмотря на то, что Heroes Chronicles являются самостоятельными дополнениями и не требуют наличия Heroes III, они представляют собой только одиночные кампании и не содержат ни дополнительных миссий, ни возможности многопользовательской игры, ни редактора карт, что присутствовало в оригинальной игре. Единственными нововведениями в каждой из восьми частей Heroes Chronicles являются отдельно оформленное главное меню и отдельный вступительный ролик, а также различные портреты игрового персонажа. В каждой из кампаний игрок сосредотачивается на развитии определённого типа города Heroes III и причастного к нему класса главного героя. Кроме того, у всех Heroes Chronicles, за исключением кампаний The World Tree и The Fiery Moon, есть своя обучающая миссия, выполненная в характерном для игровой расы стиле, а также возможность предварительной игры на картах из других частей.

## Выпуск

### Издания
Кампании Heroes Chronicles были выпущены The 3DO Company как серия из восьми частей, или глав. Первые четыре части — Warlords of the Wasteland, Conquest of the Underworld, Masters of the Elements и Clash of the Dragons — вышли отдельными изданиями на компакт-дисках стоимостью по $19.95 каждая. Две следующие части — The World Tree и The Fiery Moon — не издавались на дисках, а были доступны для загрузки с официального сайта 3DO в качестве бонусных кампаний: установить и поиграть в них могли лишь те игроки, у которых уже имелись две или три предыдущих главы Heroes Chronicles. В отличие от остальных кампаний, состоящих из 8 миссий каждая, в бонусных Heroes Chronicles содержалось только по 5 карт. По прошествии времени, 28 января 2001 года доступ на скачивание The World Tree и The Fiery Moon был закрыт. Заключительные две части Revolt of the Beastmasters и The Sword of Frost появились на одном CD-издании, названном The Final Chapters (с англ. «Последние главы»).
Компания «Бука», являющаяся локализатором игры Heroes of Might and Magic III в России, выпустила аналогичные CD-издания шести Heroes Chronicles, за исключением того, что первые четыре части были выпущены в двухдисковых коробках — с первой и второй частью в одной коробке, с третьей и четвёртой в другой. Последние главы были так же выпущены на одном диске, однако в русском издании они получили порядок пятой и шестой части, а не седьмой и восьмой. Это связано с тем, что «Бука» не занималась переводом или распространением дополнительных глав The World Tree и The Fiery Moon с сайта 3DO, поэтому эти кампании оказались несовместимы с русскими версиями Heroes Chronicles. Рьяным поклонникам серии в России, тем не менее, удалось заставить их работать посредством нескольких операций в реестре Windows; другие сумели извлечь их из базы данных Heroes Chronicles в виде пользовательских кампаний для Heroes of Might and Magic III.

### СписокHeroes Chronicles
| № | Название                   | Русское название    | Дата выхода                      | Основная игровая раса |
| - | -------------------------- | ------------------- | -------------------------------- | --------------------- |
| 1 | Warlords of the Wasteland  | «Воины степей»      | 21 сентября 2000 18 декабря 2000 | Цитадель              |
| 2 | Conquest of the Underworld | «Преисподняя»       | 21 сентября 2000 18 декабря 2000 | Замок                 |
| 3 | Masters of the Elements    | «Повелители стихий» | 15 ноября 2000 26 января 2001    | Башня                 |
| 4 | Clash of the Dragons       | «Схватки драконов»  | 15 ноября 2000 26 января 2001    | Оплот                 |
| 5 | The World Tree             | «Мировое древо»     | 27 сентября 2000                 | Цитадель              |
| 6 | The Fiery Moon             | «Пламенная Луна»    | 15 ноября 2000                   | Цитадель              |
| 7 | Revolt of the Beastmasters | «Восстание»         | 1 июня 2001 7 сентября 2001      | Крепость              |
| 8 | The Sword of Frost         | «Ледяной Клинок»    | 1 июня 2001 7 сентября 2001      | Подземелье            |

## Сюжет
Сюжет Heroes Chronicles тесно связан с сюжетом кампаний Heroes of Might and Magic III: действие разворачивается всё на том же континенте Антагарич вымышленного мира Энрот и охватывает разные моменты его истории. Кампании фокусируются на приключениях варвара Тарнума (англ. Tarnum) — Бессмертного Героя, обречённого на искупление множества грехов, совершённых им при жизни. Покровительствующие над Тарнумом божества варваров, известные как Предки (англ. Ancestors), поручают ему различные задания, которые герою предстоит выполнить, чтобы получить право войти в Рай. Исполняя волю Предков, Тарнум постепенно осознаёт ошибки своего прошлого и неправоту вызвавшей их гордости, но вместе с тем Бессмертный Герой всё больше отчаивается в том, что ему удастся когда-нибудь искупить их все.
Некоторые из кампаний Heroes Chronicles по дате выпуска сюжетно не соответствуют тому моменту истории мира Heroes III, к которому они относятся. Нижеследующие описания сюжета кампаний приведены в хронологическом порядке.

### Воины степей

Тарнум, Бессмертный Герой.

Кампания «Воины степей» повествует о смертной жизни Тарнума, в результате которой он стал Бессмертным Героем. Сюжет кампании развивается задолго до событий Heroes of Might and Magic III, когда всем континентом Антагарич правила могущественная империя волшебников под названием Бракадун (англ. Bracaduun) (ставшая через многие поколения обычным королевством магов, известным как Бракада). Короли-волшебники жестоко угнетали свои народы, включая порабощённых варваров Степей (англ. Wastelands), среди которых и жил Тарнум. В один день Тарнум встречает старого умирающего барда, от которого узнаёт, что до прихода власти волшебников именно варвары управляли всеми народами, и предводителем их был великий варвар по имени Джарг. Эта история вдохновляет Тарнума созвать своих сородичей и свергнуть империю Бракадун, чтобы вернуть Антагарич варварам. Тарнум разыскивает ещё трёх бардов — последних, кто досконально знал историю короля Джарга. На первое время военные действия Тарнума волшебники расценивали как простой мятеж, но после того, как он убивает ставленника волшебников, предводителя варварских кланов Рабака, те всерьёз обращают внимание на его поход. Маг по имени Курл выясняет, что восстание побудили рассказы бардов, поэтому он сажает их в плен и грозится Тарнуму убить их, если тот не сдастся. Однако Тарнум успевает вызволить трёх бардов живыми. Тарнум понимает, что для противостояния Бракадуну необходима большая сила, поэтому он вынуждает соседних жителей Болотных земель (англ. Mudlands) перейти в его армию, и вместе они полностью отвоёвывают земли варваров.
Но на этом Тарнум не успокаивается. После того, как волшебники убивают его возлюбленную, с которой он встретился во время своего похода, Тарнум идёт войной прямо в Бракадун. Во время штурма массивного гарнизона империи в ущелье Волпикс, волшебники уничтожают магической волной почти всю его армию. Это поражение приводит Тарнума в безумную ярость, заставляя его быть безжалостным даже к собственным воинам. Он отправляется на север, где живут племена, следовавшие когда-то за Джаргом. Ради достижения цели Тарнум не жалеет никого: он сжигает на своём пути любые деревни и убивает всех, кто отказывается присоединиться к нему. Среди развалин очередного уничтоженного дома Тарнум находит свою мёртвую сестру (империя Бракадун позволяла варварам содержать только одного ребёнка в семье, отнимая остальных). Теперь уже его собственные приближённые люди понимают, что их предводитель стал неотличим по жестокости от самих колдунов, и один за другим покидают его. Чтобы не полагаться больше ни на кого, Тарнум отравляет всех своих советников во время трапезы и приказывает войскам полностью уничтожить то, что осталось от Бракадуна. В последнем сценарии Тарнум встречает своего раненного отца, который был обеспокоен слухами о сыне. Отец умирает незадолго до того, как войска Тарнума захватывают последний оплот волшебников — город Стальной Рог.
Спустя несколько лет после падения Бракадуна и восхода Тарнума, который был теперь известен как Варварский Тиран, рыцарь Рион Грифоново Сердце положил начало новому королевству — Эрафии. Тарнум и Рион встречаются в поединке, и Грифоново Сердце убивает Варварского Тирана. Душа Тарнума предстаёт в Зале Суда перед тремя божествами варваров — Предками. Из-за всех злодеяний, которые он совершил в ходе завоевания Бракадуна, они признают его недостойным войти в Рай, однако дают Тарнуму возможность искупить свои грехи. Тарнум возвращается в Антагарич и становится Бессмертным Героем, призванным бороться со злом по воле Предков.

### Преисподняя
Через некоторое время после смерти основателя Эрафии Риона Грифоново Сердце, его дочь королева Эллисон увидела вещий сон, в котором душа её отца была с неизвестной целью похищена из Рая демонами и унесена в Преисподнюю. Предки посылают Бессмертного Героя Тарнума помочь королеве Эллисон вызволить душу Риона из глубин подземелий, что сильно давит на гордость бывшего Варварского Тирана, поскольку именно Рион убил его в земной жизни. Тарнум принимает обличье рыцаря и, взяв под командование армию королевы, спускается в Преисподнюю через Врата Цербера и занимается поиском артефакта Сфера Запрещения — как уплаты привратнику Лодочнику, который взамен перевозит его в нижние уровни подземелий.
Путешествуя вместе с рыцарями, Тарнум узнаёт, что их принципы и положительные качества заимствованны от варваров, однако те варвары, которыми он когда-то правил, превратились в кровожадный народ, а о самом Тарнуме вспоминают лишь как о злом дикаре. Подземелья Преисподней вызывают в сознании Тарнума и его людей страшные и мучительные воспоминания из прошлого. В одном из таких воспоминаний Тарнум видит картины своего времени: оказывается, во время похода на Бракадун его армии чуть не убили его вторую, старшую сестру, которая была спасена Рионом Грифоново Сердце. Позже они поженились и сестра Тарнума родила Риону ребёнка, которым, как впоследствии узнаёт Тарнум, является королева Эллисон (соответственно, приходящейся Тарнуму племянницей). Ни своим войскам, ни Эллисон, которая присоединилась к поискам своего отца, Тарнум не стал рассказывать об этом, поскольку именно из-за него чуть не погибла старшая сестра, как погибли от его руки другие невинные жертвы. Единственным, кто узнаёт о прошлом Бессмертного Героя, становится его капитан разведки, который ставил под сомнение рыцарское происхождение Тарнума. Но, выслушав историю Тарнума, он соглашается с тем, что Варварский Тиран стал уже другим человеком.
Тарнум узнаёт, что демон по имени Джорм, похитивший душу Риона Грифоново Сердце, скрывается в самых глубинах Преисподней. В связи с этим, Тарнум заключает сделку с другим демоном — могущественным Герцогом Дизелиском. Дизелиск рассказывает, что при жизни Рион Грифоново Сердце ослепил его в битве, когда тот хотел укрепить свои позиции на поверхности. Взамен на то, чтобы показать Тарнуму месторасположение Джорма и дать ему достаточно сильную армию, Герцог просит его найти Брелок Ясновидения, который вернёт ему зрение. Но после победы над Джормом выясняется, что сделка с Дизелиском была обманным ходом, целью которого было пленить королеву Эллисон. Предоставленные Дизелиском войска уничтожают Тарнума и его армию. Будучи бессмертным, Тарнум возвращается на место событий и встречается с душой Риона Грифоново Сердце, который рассказывает ему, что был принесён сюда лишь в качестве приманки для Эллисон, а Герцог Дизелиск, дождавшись подходящего момента, похитил наследницу, чтобы дезорганизовать армию Эрафии, обеспечить себе мощное вторжение в наземный мир и захватить королевство. Между тем, Рион и Тарнум больше не держат зла друг на друга.
Вновь собрав свою армию, Тарнум побеждает Герцога Дизелиска и спасает Эллисон, а душа её отца возвращается в Рай. В назначенный день, когда королева хотела посвятить Тарнума в свои защитники, Бессмертный Герой покинул её замок и с тех пор ни Эллисон, ни её приближённые никогда больше не видели его.

### Повелители стихий
В этой кампании Предки доверяют Бессмертному Герою миссию, от исхода которой зависит судьба всего мира Энрота. Предки рассказывают ему, что когда боги создавали Энрот, они оградили его от угрозы со стороны алчных повелителей элементалей — духов стихий воздуха, огня, земли и воды. На десять тысяч лет Повелители стихий были заперты в собственных мирах, называемых Сферами (англ. Plane), но по прошествии десяти тысячелетий защита иссякла, и теперь они планируют вторжение в Энрот. Их целью является поглощение каждой из четырёх стихий, на единстве которых держится мироздание, в результате чего Энрот будет уничтожен. Чтобы остановить Повелителей стихий, Тарнум намерен путешествовать в их Сферы и сразиться с ними ещё до того, как они атакуют Энрот. Однако для победы над элементалями Бессмертному Герою недостаточно обычных боевых навыков варвара. Тарнуму приходится изучать магию, которую он ненавидел со времён войны с империей Бракадун, считая колдовство бесчестной и подлой вещью. По просьбе Предков, Тарнум получает армию от короля Гэвина Магнуса, бессмертного правителя страны волшебников Бракады. Тарнум сразу же вступает в конфликт со своим новым войском: его раздражает мягкотелость, ханжество и перфекционизм волшебников, а тех — вульгарные манеры и грубый образ жизни варвара. На протяжении всей кампании они всячески издеваются друг на другом, ставя в противовес физическую силу и волшебство, но постепенно и Тарнум, и волшебники осознают, что в том и в другом есть свои плюсы.
Захватив последний оставшийся в Энроте город элементалей, Тарнум открывает портал и путешествует по четырём стихийным мирам — Сферам Воздуха, Воды, Земли и Огня, поочерёдно уничтожая в них вражеские армии. Однако сами Повелители стихий — Шелвенд (англ. Shalwend), Акваландер (англ. Acwalander), Гралкор (англ. Gralkor) и Пираннест (англ. Pyrannaste) — успевают покинуть свои миры, и при этом закрывают для Тарнума все порталы, ведущие обратно в Энрот. Во время путешествия по Сфере Земли Тарнум встречает волшебника по имени Римус, который отправился туда из Энрота двести лет назад, но в само́й Сфере прожил лишь шестнадцать лет. Так Тарнум догадывается, что Повелители Стихий изменили временную параллель между его и своими мирами, чтобы укрепить боевые позиции в Энроте раньше, чем Тарнум вернётся туда. В Сфере Огня Тарнум и его волшебники освобождают боевых фениксов, порабощённых Повелителем Пираннестом, и узнаю́т о существовании Сферы Магии, которая связывает воедино стихии воздуха, воды, земли и огня. Взяв в свою армию фениксов и захватив Сферу Магии, они тем самым получают большое преимущество против своего врага и возможность вернуться в Энрот.
Пока Тарнум путешествовал по Сферам элементалей, в Энроте прошло тридцать лет, и Повелители стихий уже начали своё вторжение. Король Бракады Гэвин Магнус, приславший дополнительные войска для Тарнума, просит Бессмертного Героя о личной встрече. Гэвин Магнус рассказывает, что был одним из волшебников империи Бракадун, против которых Тарнум восстал во времена своей молодости. Магнус обнаружил, что стал бессмертным из-за неизвестного заклинания, когда смог выжить во время штурма города Стальной Рог. Позже он основал королевство Бракаду и следил за подвигами Бессмертного Героя, и постепенно его ненависть к нему переросла в уважение. Становится ясно, что Гэвин Магнус пытается завоевать расположение к Тарнуму, чтобы узнать секреты Сфер элементалей и самому повелевать ими. Однако Тарнум считает, что бессмертие сделало короля Бракады слишком хладнокровным человеком, которому нельзя доверять такую силу. Поэтому, после победы над Повелителями стихий Тарнум отсылает всех элементалей обратно в их Сферы и разрушает связь между их мирами и Энротом, а при помощи психических элементалей стирает память о Сферах у всех побывавших там волшебников. Таким образом, никто в Энроте больше не сможет взять власть над духами стихий.
Поняв, что волшебство сыграло решающую роль в войне с Повелителями Стихий, Тарнум стал относиться к нему с уважением, и при этом сам проявил себя как сильный маг, но всё равно предпочёл вернуться к варварскому образу жизни.

### Мировое древо
Сквозь сон Тарнум слышит новое задание Предков: «Защити Мировое Древо!». Удивлённый, что они не вошли с ним в прямой контакт, Бессмертный Герой путешествует в северо-восточном направлении и находит клан варваров, которые многие поколения по неизвестным причинам охраняли вход в некую пещеру. Варвары рассказывают, что некоторое время назад их войска атаковали некроманты, чтобы проникнуть в эту пещеру. Тарнум предполагает, что Предки послали его сюда, чтобы он помешал уничтожить Мировое Древо — источник всей жизни в мире, и вместе с варварами идёт в пещеру вслед за некромантами.
Спускаясь всё глубже в подземелья по следам некромантов, Тарнум встречает другой враждебный клан варваров из Крюлода, бывшей родины Бессмертного Героя. Состоя в союзе с некромантами, эти варвары называют себя Последователями Ворра. От местного шамана Тарнум с удивлением узнаёт, что Ворр (англ. Vorr) — это один из Предков, который принял на себя идолопоклонства варварскому богу войны и обрёл огромное могущество, утратив при этом рассудок. Теперь он повелевает некромантами и варварами, задумав уничтожить Мировое Древо. Предполагая, что без варваров-фанатиков Ворр лишится своей силы, Тарнум при помощи артефакта Брелок Абсолютной Памяти показывает предводителю Последователей Ворра, королю Таргору, собственное прошлое Варварского Тирана и его последствия. Так король Таргор поворачивает свою армию против Ворра, и хотя они погибают в битве, Ворр остаётся без своих Последователей и сбегает.
Постепенно Тарнум спускается в туннели, покрытые густой растительностью и плодородной почвой, понимая, что это знак его приближения к Мировому Древу. Некроманты при этом стараются сжечь туннели, преграждая ему путь. В этот момент к Тарнуму в помощь присоединяется эльф по имени Нилидон, чьи сородичи являлись хранителями Мирового Древа до варваров. Нилидон раскрывает ему, что на эльфийском наречии Древо именуется как «Корни Жизни», поскольку все эти цветущие туннели, по которым путешествовал Тарнум в поисках Мирового Древа, на самом деле и являются этим Древом. Именно поэтому некроманты так старательно сжигают растительность в его пещерах: они не пытаются преградить путь Тарнуму, а добиваются того, к чему шли — уничтожить Мировое Древо. Бессмертный Герой окончательно разбивает силы некромантов и, убедившись что Мировое Древо сможет восстановить себя после причинённого ему ущерба, отправляется на поверхность — на поиски безумного Предка Ворра.

### Пламенная Луна
Кампания «Пламенная Луна» является прямым продолжением «Мирового Древа» и её события идут сразу же вслед за сюжетом предыдущей кампании. Тарнум выбирается из туннелей Мирового Древа, чтобы продолжить поиски Ворра и двух других Предков, исчезновение которых было, как он предполагает, связано с их обезумевшим братом. Какое-то время Бессмертный Герой вновь слышит духовный зов Предков, направляющий его на северо-запад, к вершинам гор. Вместе с тем, Тарнум обнаруживает, что исчезновение Предков делает его всё менее бессмертным: он стареет и впервые ощущает боль от множества ранений, полученных за несколько сотен лет.
На этот раз Тарнуму противостоят армии неизвестно откуда пришедших демонов. Во время своего путешествия Тарнум берёт в плен покалеченного чёрта по имени Скиззик, который раскрывает ему местонахождение Ворра. Он рассказывает, что Ворр перенёс своих братьев на Пламенную Луну — чужеродный мир, который некогда был полностью разорён демонами. Сам Скиззик исполнял роль слуги в магических тюрьмах, куда были заключены Предки, однако однажды чёрт случайно оставил дверь тюрем открытой, за что и был изгнан демонами. Тарнум догадывается, что именно этим моментом Предки воспользовались, чтобы послать ему поручение о защите Мирового Древа. Вместе со Скиззиком, который теперь являлся его другом и проводником, Тарнум поднимается на вершины гор, где духи стихий элементали охраняли Сверкающий Мост (англ. Sparkling Bridge) — портал, способный открыть путь к любому миру во Вселенной. Воспользовавшись этим порталом, Тарнум попадает на Пламенную Луну.
Когда Тарнум добирается до магических тюрем и освобождает двух Предков, бессмертие возвращается к нему. Однако безумный Ворр по-прежнему нацелен уничтожить мир Энрот с помощью орд демонов, как они сделали это с миром, которым когда-то была Пламенная Луна. При первом же прямом столкновении с Ворром армия Тарнума оказывается разбита его могущественными силами. Хотя Тарнум знает, что он и Предки связаны друг с другом, и что в случае убийства Ворра они обречены на забвение, он твёрдо ставит перед собой цель спасти Энрот. Когда Тарнум побеждает Ворра в последнем бою, Предки преподносят своему брату сок Мирового Древа, который избавляет Ворра от безумства и тот вновь воссоединяется с ними. После этой победы Тарнум впервые обретает надежду, что когда-нибудь он всё же сумеет искупить все грехи прошлого.

### Восстание
Во времена завоевания империи Бракадун Тарнум силой подчинил себе жителей Болотных земель (англ. Mudlands) — гноллов, люди-ящеров, змиев, василисков, виверн и других, а после победы бросил их на произвол за ненадобностью. Впоследствии, Болотные земли были завоёваны Эрафией, и когда на её трон взошёл очередной правитель из династии Грифоново Сердце, известный как Безумный Король, этот миролюбивый и не способный сопротивляться народ оказался в жестоком рабстве. По велению Предков и собственному чувству вины, Тарнум приходит в Болотные земли и организует восстание среди их жителей. Отчаявшиеся рабы, которых рыцари много лет мучили и убивали за малейшие проступки, всё больше присоединяются к Бессмертному Герою, по мере того как он побеждает злых эрафийских командующих, управляющих Болотными землями по приказу Безумного Короля.
Видя, что множество лет лишённые свободы жители болот ведут себя неорганизованно по отношению друг к другу, Тарнум, заручившись поддержкой их умных ведьм, решает создать для них свод законов — как для полноценного общества. Тарнум понимает, что после окончательной победы Предки отзовут его, и вести болотный народ станет некому, поэтому он выбирает их будущего предводителя — молодого человека по имени Драгло, который вырос на болотах и проявлял сострадание не только к рабам, но и к эрафийцам, вынужденным исполнять приказы Безумного Короля. Тем временем, Безумный Король отправляет на войну с восставшими рабами своего юного сына, принца Нивена. Именно благородному Нивену по-настоящему лояльны эрафийские аристократы, мечтающие об уходе с трона его отца-тирана, поэтому Безумный Король надеется, что принц погибнет в развязавшейся войне. Но Тарнум решает воспользоваться этим, и Нивен, увидев страдания болотного народа от рук Эрафии, переходит на сторону восставших. Как и в случае с Драгло, Тарнум видит в принце достойного правителя своего королевства. Когда эрафийцы, уверенные в том, что Нивен является заложником, пленяют болотных ведьм как выкуп, принцу приходится на время покинуть повстанцев и вернуться в Эрафию.
Поняв, что полностью освободить Болотные земли может лишь открытая война против Безумного Короля Грифоново Сердце, Тарнум нанимает войска кровожадных варваров, предком которых он является. Освобождённые рабы основывают собственную страну на их исконных Болотных землях и называют её Таталия, что с их древнего языка означает «сообщество». В Эрафии происходит переворот, и на место своего отца-тирана восходит Нивен. От безысходности, Безумный Король Грифоново Сердце берёт всех, кто остался верен ему, и сталкивается в последней битве с объединёнными силами Тарнума и новоявленного короля Эрафии Нивена. В поединке один на один Тарнум и Безумный Король наносят друг другу смертельные раны. За день до того, как таталийцы собираются с почестями похоронить своего вождя, Бессмертный Герой незаметно покидает их, предоставив Таталию и её первого правителя Драгло самим себе.

### Схватки драконов
Два десятилетия Тарнум провёл в эльфийском королевстве АвЛи и считал это время лучшим периодом своей жизни: поскольку эльфы являлись долгожителями, ему не приходилось видеть смерть друзей и близких. Однако, когда в АвЛи наступил очередной ежегодный Фестиваль Весны, его празднование было омрачено исчезновением золотых и зелёных драконов, никогда не пропускавших это торжество. Тарнум понимает, что произошло нечто серьёзное, когда Предки велят ему разыскать пропавших драконов. Собираясь в поход, он отдаёт своего приёмного сына по имени Вэржак под опеку бывшей возлюбленной — ведьме Адриэн, которая пребывала с Тарнумом в доверительных отношениях (огненная ведьма Адриэн является главной героиней в кампании «Играя с огнём»). Король АвЛи советует Тарнуму найти древнего пророка — Говорящую-с-Драконами, предположительно, знающую причину их исчезновения, а также снабжает его армией и двумя сподручными: гномом Курбоном, отвечающим за продовольствие, и разведчиком-ветераном Аспеном в качестве советника (на протяжении сюжета игры Тарнум постоянно играет с Аспеном в шахматы и всегда проигрывает, что указывает на беспечную яростную тактику Бессмертного Героя).
От Говорящей-с-Драконами Тарнум узнаёт, что добрые драконы были порабощены владычицей подземного царства Нигона — королевой Мутар. В игре Heroes of Might and Magic III: Armageddon's Blade присутствовала кампания «Кровь дракона», в которой рассказывалось, как Мутар взяла власть в Нигоне и заполучила пузырёк, содержавший в себе кровь Отца Драконов. Выпив её, Мутаре превратилась в могущественного дракона, способного подчинять себе всех других. Поэтому Тарнум первым делом разыскивает спрятанный Пузырёк с Кровью Дракона и использует его для освобождения Матерей Драконов, способных призвать золотых и зелёных драконов обратно в АвЛи.
Во время этой миссии Тарнум освобождает эльфийского капитана Валиту, которая была послана на поиски Пузырька ранее, но попала в плен и провела три месяца под пытками демонов. Тарнум замечает, что будучи теперь в его армии, Валита держится отрешённо от всех, не проявляет своих навыков командующего и в основном общается только с гномом Курбоном, отвечающим за снабжение войск. Из-за того, что они стали часто попадать в засады врага, у советника Тарнума Аспена усиливаются подозрения о том, что Валита является шпионом Нигона. Но Тарнум не желает подрывать своё доверие к ней, и вскоре Валита признаётся ему, что причина её отрешённости — чувство вины за смерть собственных солдат: находясь три месяца под пытками, она раскрыла демонам местонахождение своего отряда, и те убили всех её воинов. Тогда Тарнум немного рассказывает ей о своём прошлом, когда он стал повинен в смерти сестры, и помогает Валите простить саму себя. В результате, между ними возникает любовь. Это, однако, не разубеждает советника Аспена в его настрое против Валиты, особенно когда он захватывает зашифрованные послания, прикреплённые к стреле с чёрно-зелёным оперением, — такие стрелы использует только Валита. Но Тарнум, проведя собственное расследование, раскрывает, что шпионом является гном Курбон, который всегда был в курсе передвижения армии Тарнума и навёл подозрения на Валиту, чтобы оставаться неразоблачённым. Когда Аспен расшифровывает послания Нигону как доказательства вины Курбона и готов открыто объявить о них, гном смертельно ранит старого эльфа и сбегает.
Параллельно с этим, войска Мутар вскоре набирают огромную мощь, поскольку владычица Нигона сумела подчинить себе могущественных ржавых, кристальных и лазурных драконов. Понимая, что армии АвЛи будет недостаточно для победы, Тарнум ищет помощи среди волшебных драконов, сумевших уйти от её влияния. Тарнум совершает молниеносную атаку на войска Мутар, заставив её вновь отступить к Нигону. Вследствие этого Мутар выдвигает против Бессмертного Героя все свои силы, а Валита оказывается взятой в заложники предателем Курбоном. Но во время последней битвы Тарнум обнаруживает повозку с Валитой и мёртвым гномом, который всё-таки покинул Мутар, поскольку не хотел всю жизнь находиться в постоянном страхе, — из-за чего драконы Нигона догнали и убили отступника. Мутар же была, в конце концов, разгромлена и сбежала обратно в Нигон, где позже была убита другим подземным лордом. Тарнум женится на Валите, но вскоре вынужден покинуть АвЛи по зову Предков. В честь победы над Мутар эльфы нарекают Бессмертного Героя Другом Драконов.

### Ледяной Клинок
В сюжете игры Heroes of Might and Magic III: Armageddon’s Blade рассказывалось о том, как раса демонов планировала захватить весь мир Энрот, создав могущественное оружие — меч под названием Клинок Армагеддона. После их поражения носить Клинок Армагеддона доверили получеловеку-полуэльфу Джелу, национальному герою эльфийского королевства АвЛи и одной из главных фигур прошедшей войны. Однако в Энроте существовал ещё один не менее могущественный меч — Ледяной Клинок, и согласно древнему пророчеству столкновение двух этих артефактов приведёт к гибели всего мира. Чтобы не дать сбыться этому, Джелу решил отправиться на поиски Ледяного Клинка и уничтожить его, однако сделать это можно было лишь Клинком Армагеддона. Предки взывают к Тарнуму остановить Джелу, поскольку опрометчивый поход уверенного в своей правоте эльфа приведёт к тому, что оба меча окажутся в опасной близости друг к другу. На поиски Ледяного Клинка Джелу отправляется к заснеженным островам эльфов Вори, потомком которых он является. Зная, что дружественные королевства АвЛи и Эрафия не посмеют воевать со своим героем, Тарнуму приходится возглавить армию злых обитателей подземелий Нигона, оставшихся рассредоточенными после смерти их правительницы Мутар в кампании «Схватки драконов». Среди этих войск постоянно выявляются мятежники, готовые занять место Тарнума, и чтобы не потерять лидерство, Бессмертному Герою приходится проявлять к ним жестокость, от которой он долгие годы старался избавиться.
В землях Вори Тарнум сталкивается с сопротивлением из населяющих их эльфов, поддерживающих Джелу в его поисках. Вместе с этим он узнаёт, что Ледяной Клинок желает заполучить деспотичный король Килгор — предводитель страны варваров Крюлода, власть над которыми он взял в кампании «Фестиваль Жизни». Ради этого Килгор посылает в земли Вори свою третью жену Киджу, которая во что бы ни стало намерена заполучить Ледяной Клинок, в награду за который Килгор обеспечит её детей наследством Крюлода. Для противостояния варварам Киджи Тарнум пополняет свою армию могущественными лазурными драконами, но из-за вербовки этих существ и необходимости войны он сильно отстаёт от Джелу и даже не знает, куда именно направляется эльф.
Чтобы выведать местонахождение Ледяного Клинка, Тарнум берёт в плен близкого друга Джелу — гнома Уфретина, который был соратником самого́ Бессмертного Героя во время войны с королевой Мутар. Когда Тарнум раскрывает Уфретину свою личность, сбросив доспехи лорда подземелий, гном поначалу считает его предателем. Тогда Тарнум решает продемонстрировать гному своё бессмертие, ударив ножом в грудь, и объясняет ему, что уже много лет пытается искупить свои грехи, и его поход с армией подземелий против Джелу совершается ради блага всего мира. Добившись доверия Уфретина, Тарнум отпускает его. Гном обещает задержать поиски Джелу и рассказывает, что Ледяной Клинок находится в легендарном городе Волье — первом поселении эльфов Вори, затерянном в ледяных туннелях под их островом; предполагается, что именно Ледяной Клинок создал гигантский ледник вокруг Волье, заставивший город уйти под землю. Перед тем, как направиться к нему, Тарнум решает разгромить армию Киджи, зная, что она не отступит в поисках меча. Саму Киджу Тарнум оставляет в живых и сажает в тюрьму, однако вскоре она оттуда сбегает.
В конце кампании Тарнум и Джелу оказываются одинаково близки к Волье, хотя живущие в городе эльфы Вори не позволяют ни тому, ни другому забрать Ледяной Клинок. Бессмертный Герой первым добирается до Волье и обнаруживает, что Ледяной Клинок пропал, а в месте его хранения оставлен варварский топор. Тарнум понимает, что Киджа, которую он пощадил, всё же пробралась в Волье первой и похитила меч. В отчаянии, он с мольбой обращается к Предкам: «Прошу, не дайте моему милосердию погубить этот мир!».

### Завершение истории вHeroes IV
Сюжетная линия Тарнума, изложенная в Heroes Chronicles, получила своё завершение в игре Heroes of Might and Magic IV, в кампании «Былое величие». Хотя Тарнум не является игровым персонажем кампании, он фигурирует как часть её сюжета, изложенного в текстовых сообщениях. Кроме того, от лица Тарнума ведётся вступительный брифинг к каждой из миссий кампании.
Когда мир Энрот погиб в катастрофе, вызванной скрещением Ледяного Клинка и Клинка Армагеддона, Тарнум, как и многие другие, перешёл через магический портал в новый мир Аксеот. Вместе с Тарнумом путешествовал его приёмный сын Вэржак, о котором ранее упоминалось в кампании Heroes Chronicles: Clash of the Dragons. Живя в новом мире, Бессмертный Герой по-прежнему желает искупить вину перед варварами, которых сам когда-то сделал жестоким народом. Однако те кланы варваров, которые сумели спастись в катастрофе и перебраться в Аксеот, пошли по стопам их последнего короля, тирана Килгора, и развязали междоусобицы за место в новом мире. Понимая, что это может обернуться исчезновением всего народа, Тарнум ставит цель объединить их и вернуть им честь, вместе с тем наставляя своего приёмного сына, в котором Тарнум видит достойного короля варваров.
Так Тарнум и Вэржак проделывают долгий путь по Аксеоту. Некоторые кланы присоединяются к ним, но у Вэржака по-прежнему остаются два сильных противника — Хундрик и Вогель. Дело принимает решительный оборот: пока Вэржак стремится освободить семьи варваров, порабощённых Хундриком, Тарнум уходит на разведку и не возвращается — войска Вогеля перебили его отряд и заключили Бессмертного Героя в тюрьму. Перед Вэржаком встаёт дилемма: набирать армию для освобождения пленников Хундрика, или же спасти своего отца из тюрьмы. Но в конце концов он понимает, что сам Тарнум пошёл бы на жертву ради своего народа. Впоследствии, Вэржак узнаёт, что пленённый Тарнум был жестоко избит и казнён Вогелем. По рассказам очевидцев, во время предсмертных пыток Тарнум не подавал никаких признаков мучений и боли, сказав Вогелю лишь: «Дождись встречи с Предками». После окончательной победы Вэржака над Хундриком и Вогелем Тарнум возвращается к своему приёмному сыну и рассказывает ему всю свою историю Бессмертного Героя, начавшуюся около тысячи лет назад, заключив, что Вэржак сделал правильный выбор и не держит на него зла. Воссоединив варваров и воспитав из Вэржака достойного короля для своего народа, Тарнум получил от Предков возможность уйти в Рай. Однако он отказывается от этого, чтобы жить дальше со своим народом в новом мире: «До настоящего времени я думал, что всё, чего желаю, — это возможность попасть в Рай и упокоиться там, но теперь я чувствую, что эти люди стали частью меня. И я имею в виду не только варваров, но и палаэдрийцев, и эльфов, и всех остальных. Я защищал их так долго, что мне кажется, будто они пропадут, если я уйду. Этому новому миру по-прежнему нужны герои».

## Отзывы и критика
| Оценки первых четырёх частей Heroes Chronicles |        |        |        |        |
| Рецензии                                       |        |        |        |        |
| Издание                                        | 1      | 2      | 3      | 4      |
| Absolute Games                                 | 30%    | 30%    | 35%    | 35%    |
| Allgame                                        | 3/5    | 3/5    | 2,5/5  | 2/5    |
| Eurogamer                                      | 6/10   | 6/10   | 6/10   | 6/10   |
| GameSpot                                       | 6.5/10 | 6.5/10 | —      | —      |
| Game Vortex                                    | 75%    | 75%    | 70%    | 70%    |
| IGN                                            | 6/10   | 5/10   | —      | —      |
| Рейтинг на основании нескольких рецензий       |        |        |        |        |
| Агрегатор                                      | 1      | 2      | 3      | 4      |
| Game Rankings                                  | 66,62% | 64%    | 65%    | 70%    |
| GameStats                                      | 6,7/10 | 6,0/10 | 6,0/10 | 7,0/10 |
| Metacritic                                     | 67/100 | 64/100 | —      | —      |

Кампании Heroes Chronicles, в отличие от самой игры Heroes of Might and Magic III, вызвали достаточно много недовольства со стороны игроков и игровых критиков. Будучи созданными для начинающей аудитории, эти кампании получили отрицательные отзывы за простоту и незамысловатость игровых карт, большинство из которых были маленького размера и содержали в себе слишком большое число различных сокровищ, в связи с чем быстро проходились и не вызывали трудностей в борьбе с противником даже на высоком уровне сложности. Не меньше осуждалась слишком высокая цена в 20 $ за каждую часть Heroes Chronicles, которая не предоставляла игрокам ничего нового, кроме кампании. Критики назвали это попыткой фирмы 3DO получить больше денег от фанатов серии Heroes of Might and Magic. Не единожды было отмечено, что более разумной для игроков была бы покупка издания Heroes III: Complete, которое стоило немногим больше одной главы Heroes Chronicles и при этом содержало в себе множество кампаний и отдельных миссий, а также редактор карт.
Несмотря на это, игровые издания сошлись на том, что серию Heroes Chronicles оправдывает цель, для которой они были выпущены, — ознакомить начинающих игроков с нюансами Heroes of Might and Magic III. Они отметили, что игровые миссии качественно выполнены и проработаны в плане развития городов и сражения с врагом, а те из них, что идут ближе к концу каждой кампании, достаточно сложны, чтобы понравиться и опытным игрокам. Положительные отзывы также получил сюжет кампаний Heroes Chronicles, который, по мнению критиков, вызывает желание пройти все кампании полностью.